# Харлоутон (Монтана)
Харлоутон (енгл. Harlowton) град је у америчкој савезној држави Монтана.

## Демографија
По попису из 2010. године број становника је 997, што је 65 (-6,1%) становника мање него 2000. године.
| Група             | 2000.         | 2010.       |
| Белци             | 1.019 (96,0%) | 945 (94,8%) |
| Афроамериканци    | 0 (0,0%)      | 0 (0,0%)    |
| Азијати           | 2 (0,2%)      | 2 (0,2%)    |
| Хиспаноамериканци | 21 (2,0%)     | 19 (1,9%)   |
| Укупно            | 1.062         | 997         |